# Cristian Pellerano
Cristian Pellerano (Buenos Aires, Argentina; 1 de febrero de 1982) es un exfutbolista profesional argentino, naturalizado mexicano y ecuatoriano. Jugó de centrocampista en Independiente del Valle en la Serie A de Ecuador. Actualmente es asistente técnico de Javier Gandolfi en el Atlético Nacional de Colombia.
Es, junto a Claudio Morel Rodríguez, el jugador que más veces ha levantado la Copa Sudamericana, torneo que ganó en 3 oportunidades (2010 con Independiente de Avellaneda; 2019 y 2022 con Independiente del Valle).

## Trayectoria
Se inició en Estrella de Maldonado en Baby fútbol, luego pasaría a las inferiores de River Plate, también por las de All Boys.
Debutó en Atlanta en el año 2001, y permaneció en la entidad bohemia durante tres años.
En 2005 tuvo un paso fugaz por Defensores de Belgrano, tras el cual pasó a Nueva Chicago, donde jugó sus primeros partidos en Primera División.

### Racing Club
En el 2007 tuvo un paso fugaz por Racing Club.
En el comienzo de 2008 pasó a Arsenal Fútbol Club, con el que ganó la primera edición de la Copa Suruga Bank.
En 2009 pasó al Club Atlético Colón a préstamo por un año.

### Club Atlético Independiente
Tras quedar libre en 2010 se incorporó a Independiente, siendo uno de los pocos jugadores que vistió las camisetas de Racing e Independiente. Con el Rojo obtuvo la Copa Sudamericana en diciembre del mismo año contra el Goiás de Brasil. Jugando la Copa Libertadores 2011 para el Rojo, anota un gol saliendo del círculo central contra Peñarol de Uruguay.

### Club Tijuana
En 2012 fichó con el Club Tijuana, dirigido por su exentrenador de Independiente, Antonio Mohamed, para jugar el Torneo Apertura 2012 (México), en el cual el club obtuvo su primer campeonato. Una temporada después, el Club Tijuana tuvo su primera participación en su historia en la Copa Libertadores, en la cual llegaron a cuartos de final para ser eliminados por el Atlético Mineiro dramáticamente, por un penal fallado por Duvier Riascos en el minuto 90 que les pudo haber dado el pase a las semifinales. En el Clausura 2014, el Club Tijuana logró su calificación a la Liguilla de la Liga MX por tercera vez en su historia, comandados por Cristian Pellerano, quien anotó 7 goles en el torneo. Fueron eliminados en cuartos de final frente al Toluca, con un marcador global de 3-1. En tijuana compartió equipo con su hermano Hernan Pellerano.

### Club América
El 15 de diciembre del 2014 fue transferido al Club América, uno de los equipos más importantes y tradicionales del fútbol mexicano. Sin embargo, no contó con la continuidad deseada.
El 25 de junio de 2015 se hace su traspaso oficial al Morelia en condición de cedido.

## Clubes
Actualizado al último partido jugado el 17 de diciembre de 2023.
| Club                    | País          | Año           | Partidos | Goles |
| ----------------------- | ------------- | ------------- | -------- | ----- |
| Atlanta                 | Argentina     | 2001 - 2004   | 118      | 17    |
| Defensores de Belgrano  | Argentina     | 2005          | 19       | 1     |
| Nueva Chicago           | Argentina     | 2005 - 2006   | 52       | 5     |
| Racing                  | Argentina     | 2007          | 26       | 3     |
| Arsenal                 | Argentina     | 2008 - 2009   | 36       | 4     |
| Colón                   | Argentina     | 2009 - 2010   | 29       | 1     |
| Independiente           | Argentina     | 2010 - 2012   | 56       | 2     |
| Tijuana                 | México        | 2012 - 2014   | 92       | 13    |
| América                 | México        | 2015          | 14       | 0     |
| Morelia                 | México        | 2015 - 2016   | 31       | 4     |
| Tapachula               | México        | 2016          | 18       | 2     |
| Veracruz                | México        | 2017          | 30       | 2     |
| Independiente del Valle | Ecuador       | 2018 - 2024   | 208      | 18    |
| Total carrera           | Total carrera | Total carrera | 729      | 72    |

## Palmarés

### Torneos nacionales
| Título               | Club                    | País    | Año  |
| -------------------- | ----------------------- | ------- | ---- |
| Liga MX              | Tijuana                 | México  | 2012 |
| Serie A de Ecuador   | Independiente del Valle | Ecuador | 2021 |
| Copa Ecuador         | Independiente del Valle | Ecuador | 2022 |
| Supercopa de Ecuador | Independiente del Valle | Ecuador | 2023 |

### Torneos internacionales
| Título                           | Club                    | Sede           | Año  |
| -------------------------------- | ----------------------- | -------------- | ---- |
| Copa Suruga Bank                 | Arsenal                 | Osaka          | 2008 |
| Copa Sudamericana                | Independiente           | Avellaneda     | 2010 |
| Liga de Campeones de la Concacaf | América                 | Montreal       | 2015 |
| Copa Sudamericana                | Independiente del Valle | Asunción       | 2019 |
| Copa Sudamericana                | Independiente del Valle | Córdoba        | 2022 |
| Recopa Sudamericana              | Independiente del Valle | Río de Janeiro | 2023 |

### Distinciones individuales
| Distinción                          | Año  |
| ----------------------------------- | ---- |
| 11 ideal de la Copa Sudamericana    | 2019 |
| 11 ideal del Campeonato Ecuatoriano | 2019 |

## Personal
Cristian es hermano del futbolista Hernán Pellerano que juega en San Martín de Tucumán e hijo del exfutbolista de River Plate y Argentinos Juniors Ricardo Pellerano.
| Predecesor: Carlos Adrián Morales | Capitán de Monarcas Morelia 2015-2016 | Sucesor: Juan Pablo Rodríguez |